# Шлёпке, Теодор
Теодор Шлёпке (полное имя: Фридрих Теодор Юлиус Шлёпке; нем. Friedrich Theodor Julius Schloepke; 6 марта 1812, Шверин — 13 января 1878, Шверин, Мекленбург-Шверин) — немецкий художник.

## Биография
Родился в 1812 году в Шверине, тогда — столице государства Мекленбург-Шверин (с 1871 года — автономия в составе объединённой Германии) в семье органиста Иоганна Карла Германа Шлёпке (1775—1823) и его жены Анны Агнеты Кристианы, урождённой Шумахер (1782–1819). Первоначально учился на переплётчика, затем на художника-оформителя. Первые полноценные уроки живописи получил в бесплатной воскресной школе для подмастерьев, организованной местной масонской ложей. В дальнейшем переехал в Людвигслюст, где была расположена летняя резиденция правителей Мекленбурга, носивших наследственный титул великий герцог, и где он писал миниатюры и изображения лошадей, а в 1836 году покинул Мекленбург-Шверин и отправился в Королевство Пруссия, в город Потсдам для дальнейшего обучения. В 1836—40 годах Шлёпке учился в Потсдаме у художника Франца Крюгера.
В 1840 году, завершив обучение, художник вернулся в Шверин и в следующем году женился на Жозефине Фелициане Элизе Розье (1814–1874). В этом браке родились два сына и дочь. В 1853 году Шлёпке получил должность официального придворного художника правителей Мекленбурга а вместе с ней и мастерскую в Шверинском замке. В 1855—57 годах на средства своего покровителя и работодателя, мекленбургского великого герцога Фридриха Франца II, Шлёпке с образовательными целями совершил поездку в Париж, где познакомился с художественной манерой Ораса Верне. В 1863 году он стал кавалером ордена Саксен-Эрнестинского дома.
Шлёпке писал многочисленные портреты, а также батальные и исторические сцены, среди которых наиболее часто воспроизводится полотно «Смерть Никлота», в настоящее время выставленное в Шверинском замке-музее, где и было создано. 
После смерти супруги Жозефины, Шлёпке в 1874 году тяжело заболел. Так он был обеспеченным человеком, то для лечения отправился в Италию, однако это не облегчило его горя. Теодор Шлёпке скончался в Шверине в 1878 году, спустя некоторое время после возвращения на родину.

## Галерея

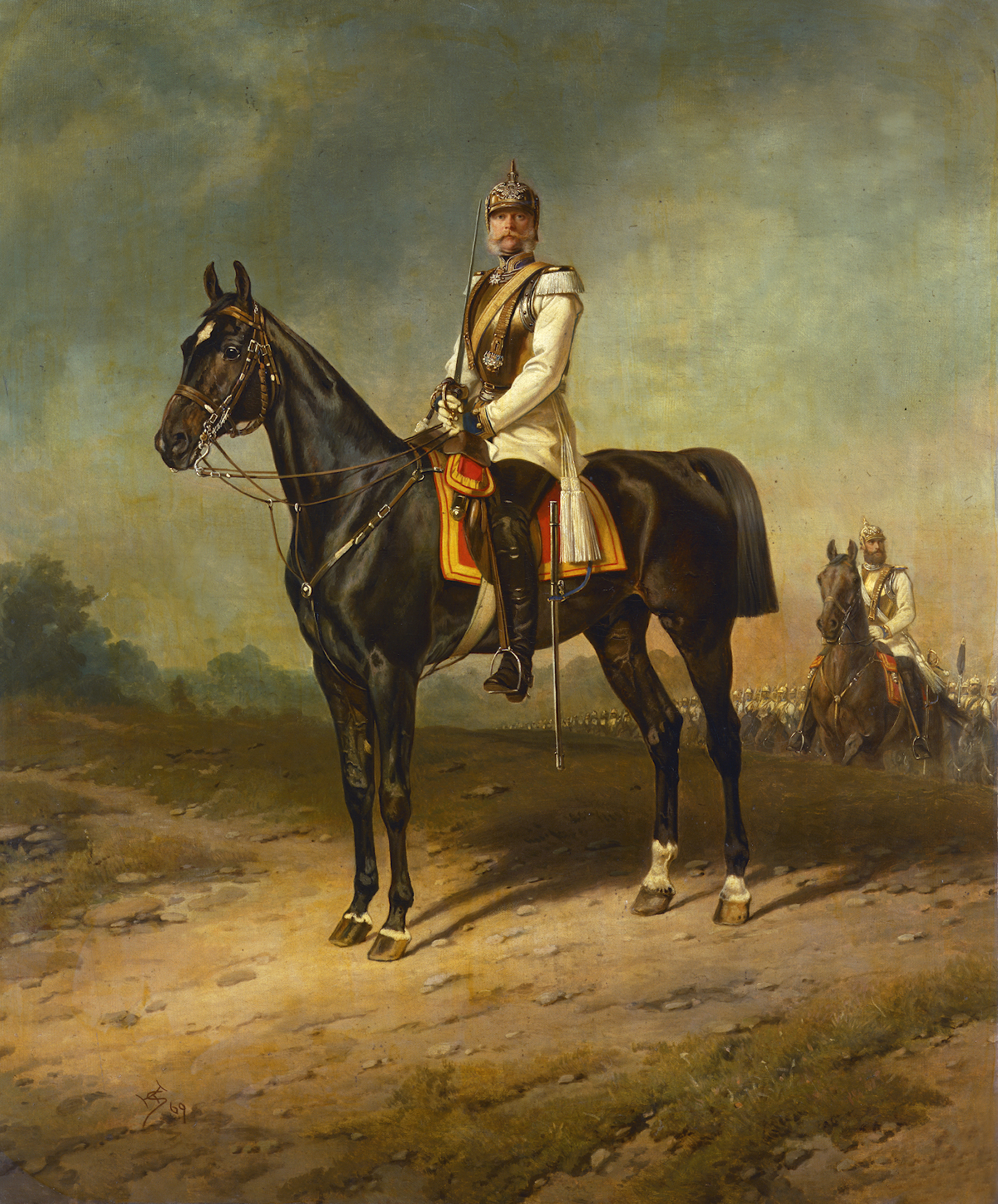
Парадный портрет полковника (в дальнейшем — генерала) Альфреда фон Рауха, командира 6-го Бранденбургского кирасирского Императора Всероссийского Николая I полка, Художественный музей Шверина, Шверин, Мекленбург-Передняя Померания.
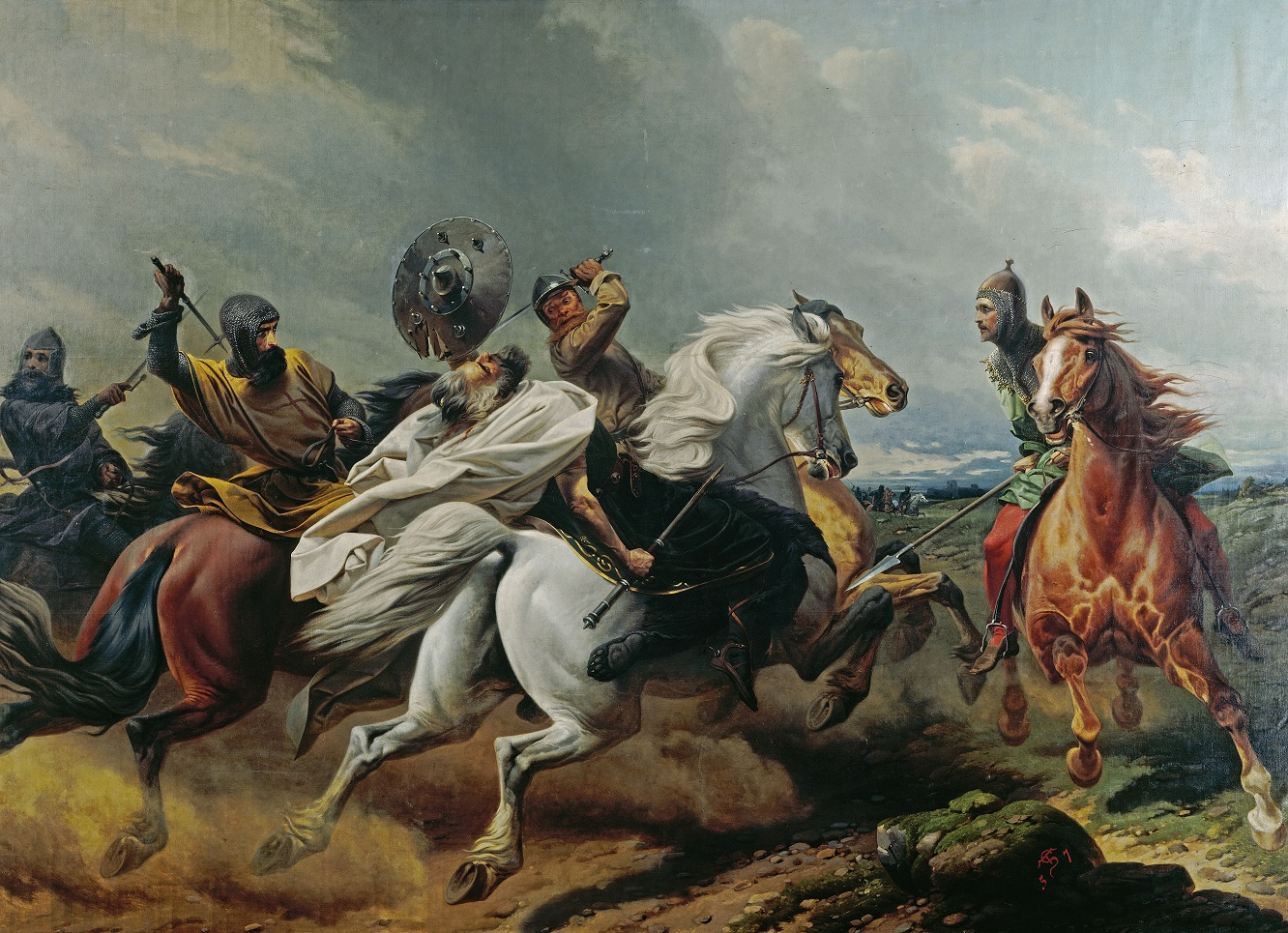
Смерть Никлота, Шверинский замок-музей, Шверин, Мекленбург-Передняя Померания.
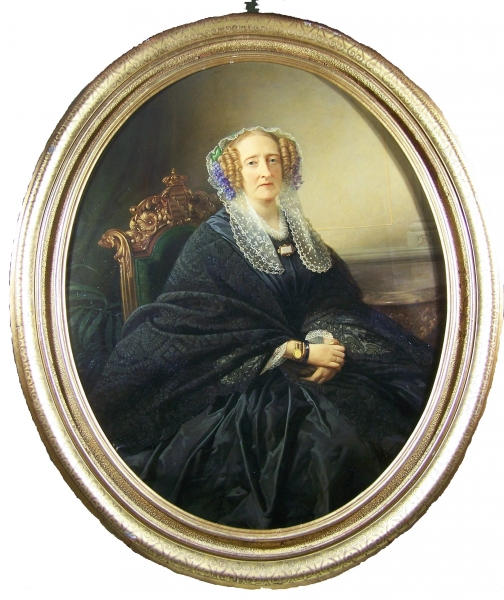
Портрет герцогини Марии-Луизы Мекленбург-Шверинской. Альтенбургский замок-музей, Альтенбург, Тюрингия.